# Stosunki polsko-bułgarskie

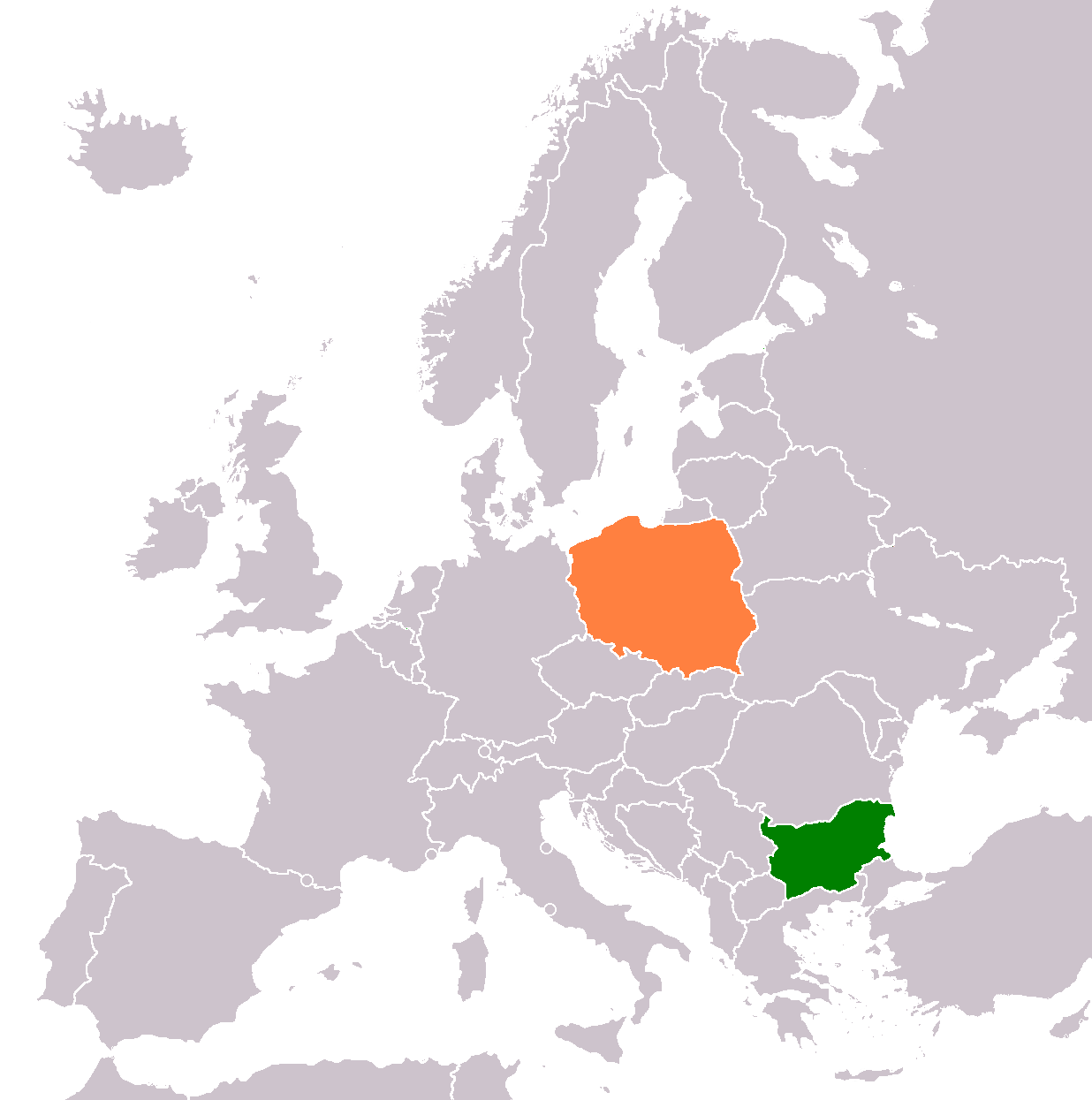

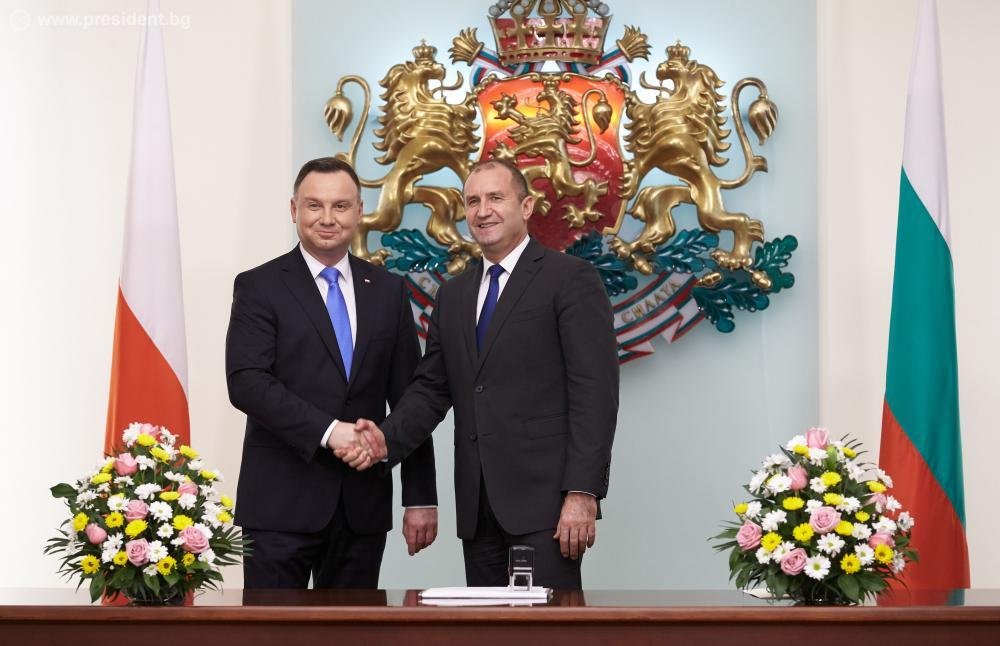
Prezydenci Andrzej Duda i Rumen Radew (2018)

Stosunki polsko-bułgarskie – wzajemne relacje między Polską a Bułgarią.

## Historia
W Bułgarii sławą bohatera cieszy się polski król Władysław III Warneńczyk, który w 1444 zginął w bitwie pod Warną.
W wojnie rosyjsko-tureckiej w latach 1877–1878 (w Bułgarii postrzeganej jako wojna wyzwoleńcza) w szeregach Armii Carskiej mogło walczyć nawet 50–55 tys. Polaków, w tym 1 tys. w korpusie oficerskim.
Bułgaria była jednym z pierwszych europejskich państw, które uznało niepodległą Polskę. 22 listopada 1918 nominację na delegata odrodzonej Rzeczypospolitej w Bułgarii otrzymał slawista Tadeusz Stanisław Grabowski. Tak szybkie nawiązanie stosunków dyplomatycznych możliwe było dzięki temu, że sam Grabowski już od 1915 zabiegał w Sofii o poparcie miejscowych elit dla sprawy polskiej. W następnym roku Bułgaria otworzyła przedstawicielstwo dyplomatyczne w Warszawie. Już na przełomie 1920 i 1921 odbyła się pierwsza wizyta wysokiego szczebla – do Polski przybył premier Bułgarii Aleksandyr Stambolijski. Bułgarii zależało wówczas na pomocy Polski w wyjściu z międzynarodowej izolacji, w jakiej była po I wojnie światowej (w tym przełamaniu impasu w relacjach z Bukaresztem). Z kolei dla Polski istotne było pośrednictwo Bułgarii w repatriacji Polaków z terytorium Rosji. Podczas wojny polsko-bolszewkiej (1920–1921) dla Polski kluczowe było zabezpieczenie tranzytu uzbrojenia przez Bułgarię oraz zakup bułgarskich produktów rolnych. W 1936 oba państwa podjęły ustalenia w sprawie zakupu przez Bułgarię samolotów i uzbrojenia oraz budowy fabryki koło Łowecza, gdzie miały być produkowane na podstawie polskiej licencji samoloty wojskowe dla bułgarskich sił powietrznych. Po wybuchu II wojny światowej, od 1939 do 1942, ruchowi oporu w Polsce pomocy udzielała tzw. „Grupa B”, którą utworzyli pracownicy bułgarskiego poselstwa w Warszawie (Krum Cokow, Dymitr Ikonomow, Trifon Puchlew, Bojan Abadżijew). W 1941, po przystąpieniu Carstwa Bułgarii do paktu trzech, zerwano relacje dyplomatyczne łączące oba pańswa.
Po II wojnie światowej Polska i Bułgaria znalazły się w bloku państw socjalistycznych. Relacje między obu państwami wynikały z ich przynależności do Układu Warszawskiego oraz Rady Wzajemnej Pomocy Gospodarczej. W 1945 między oboma państwami ponownie nawiązano stosunki dyplomatyczne. Po 1989 oba państwa rozpoczęły proces przemian ku systemowi demokracji wolnorynkowej. Znalazły się w szeregu organizacji międzynarodowych (na czele z Unią Europejską i NATO).
Bułgaria pozostaje popularnym celem polskich turystów – w 2018 było to ok. 475 tys. osób. Polskę z kolei odwiedziło 73,8 tys. obywateli Bułgarii.
W 2023 roku wartość obrotów handlowych między oboma krajami wyniosła 3,9 mld euro z saldem dodatnim po stronie Polski. Eksport do Bułgarii obejmował przede wszystkim maszyny i urządzenia (mechaniczne i elektryczne), pojazdy nieszynowe i tworzywa sztuczne. Skumulowana wartość polskich inwestycji w Bułgarii w 2022 roku wyniosła 229,1 mln euro, zaś bułgarskie inwestycje w Polsce osiągnęły wartość 76,8 mln euro.
Język polski w Bułgarii wykładany jest na 3 uniwersytetach (Sofijskim, Płowdiwskim, Wielkotrnowskim).